# 대현동 (대구)
대현동(大賢洞)은 대한민국 대구광역시 북구의 법정동, 행정동이다.

## 유래
1975년 10월 1일에 동구 신암동의 일부 지역(3동, 6동)을 북구로 편입하여 신설한 동이다. 국립대학인 경북대학교의 양현을 기원하는 뜻에 대현이라 하였다고 함. 즉 "크게 배우는 자가 많으면 현인이 많은 것(大學者多則賢人多耳)"이라는 뜻이라고도 함

## 역사
- 1914년 4월 1일 달성군 수성면 신암동[1]
- 1938년 10월 1일 경상북도 대구부 신암동[2]
- 1938년 11월 2일 경상북도 대구부 신암동(동부출장소 관할)[3]
- 1949년 8월 15일 경상북도 대구시 신암동(동부출장소 관할)[4]
- 1963년 1월 1일 경상북도 대구시 동구 신암동[5]
- 1970년 7월 1일 경상북도 대구시 동구 신암3동,신암6동[6]
- 1975년 10월 1일 경상북도 대구시 북구 대현1동,대현2동
- 1979년 5월 1일 대현2동을 대현2동, 대현3동으로 분동하였다.[7]
- 1981년 7월 1일 대구직할시 북구 대현1동,대현2동,대현3동[8]
- 1995년 1월 1일 대구광역시 북구 대현1동,대현2동,대현3동[9]
- 1998년 10월 12일 대현2동, 대현3동을 대현2동으로 합동하였다.[10]
- 2011년 7월 4일 대현1동, 대현2동을 대현동으로 합동하였다.[11]

## 주요 기관

### 관공서
- 대구 북구 선거관리위원회
- 대현소방파출소
- 북부경찰서 대현치안센터

### 교육기관
- 경북대학교
- 대구신암초등학교

### 금융기관
- iM뱅크 대현동지점
- 북대구농협 대현지점
- 대현새마을금고
- NH농협은행 대구영업부

## 교통 시설
- 대구 도시철도 1호선 칠성시장역

## 아파트
| 단지명            | 건설사          | 시행사                           | 주소                | 입주       | 비고                                 |
| ----------------- | --------------- | -------------------------------- | ------------------- | ---------- | ------------------------------------ |
| 대현 e편한세상    | 대림산업        | 북구대현동주택재건축정비사업조합 | 북구 대현로10길 82  | 2008년 9월 |                                      |
| 대현 뜨란채       | 화성산업 ㈜우방 | 대한주택공사                     | 북구 대현남로 28    | 2006년 5월 |                                      |
| 대현 한신휴플러스 | 한신공영        | 한국토지주택공사                 | 북구 대현남로 25    | 2010년 9월 | '대현휴먼시아 2단지'에서 단지명 변경 |
| 대현 센트럴파크   | 한화㈜ 건설부문 | 한국토지주택공사                 | 북구 대현남로6길 20 | 2016년 4월 | '대현 LH 3단지'에서 단지명 변경      |